# Cornelis Sneyssens
Cornelis Sneyssens (ook: Sneysso(o)ne, Seysso(o)ne) (geboorteplaats en -datum onbekend - Merelbeke, april 1452) was de vaandrig van de Gentenaars toen die in 1452 een veldslag uitvochten met het leger van de Bourgondische hertog Filips de Goede. De onverschrokken Sneyssens bleef tot het bittere einde doorvechten en het vaandel van de stad verdedigen.

## Levensloop
Sneyssens was slager van beroep en woonde in Gent. In de loop der jaren had hij zich opgewerkt binnen de gilde van de slagers.
In 1449 brak de opstand van de Gentenaren uit tegen de Bourgondische hertog Filips de Goede en op het einde van 1451 ging de diplomatieke strijd over in een militaire strijd. De Gentenaars werden gemobiliseerd en ook Sneyssens kwam in het stadsleger terecht.
In april 1452 begonnen de Gentenaren aan een veldtocht naar het zuiden om het oprukkende Bourgondische leger te stoppen. In de omgeving van Merelbeke stuitte de legerafdeling, waarin Sneyssens het vaandel van de stad droeg, op een voorpost van het Bourgondische leger. Sneyssens werd neergestoken maar bleef, al vechtend op zijn knieën, zich vastklampen aan het vaandel totdat hij stierf. Zijn dood liet een grote indruk na en de Gentse hoofdmannen eerden Sneyssens als verpersoonlijking van plichtsbesef en weerbaarheid. Na de nederlaag in de Slag bij Gavere in 1453 raakte de figuur van Sneyssens snel in de vergeethoek.

## Romantische verheerlijking van Sneyssens
Het was pas omstreeks 1840 dat de schrijver en filoloog Philip Blommaert op een romantische wijze de heldendaden van Sneyssens verheerlijkte. Hij werd daarin gevolgd door historicus Joseph Kervyn de Lettenhove en dichter Prudens Van Duyse. Nicaise De Keyser vervaardigde in 1849 een schilderij waarop de heldendaad van Sneyssens afgebeeld werd.
In 1878 vereeuwigde Albrecht Rodenbach zijn heldhaftig optreden in het gedicht Sneyssens uit zijn bundel Eerste gedichten. In de aanvangsjaren van de Vlaamse Beweging werd Sneyssens de verpersoonlijking van strijd van de Vlamingen tegen de Franstalige onderdrukkers maar na verloop van tijd verwaterde de verheerlijking van Sneyssens.
In de Gentse wijk Rabot, in Merelbeke en in Roeselare, de woonplaats van Rodenbach, werd er een straat naar hem vernoemd. In Merelbeke werd aan de muur van het oude gemeentehuis een gedenkplaat aangebracht.